# Thalassodendron
Thalassodendron es un género botánico de plantas marinas perteneciente a la familia Cymodoceaceae.  Tiene dos especies de hierbas marinas que se extienden por todos los océanos.

## Taxonomía
El género fue descrito por Cornelis den Hartog  y publicado en Verhandelingen der Koninklijke Nederlandsche Akademie van Wetenschappen. Afdeeling Natuurkunde; Tweede Sectie 59(1): 186. 1970. La especie tipo es: Thalassodendron ciliatum (Forssk.) Hartog

## Especies aceptadas
A continuación se brinda un listado de las especies del género Thalassodendron aceptadas hasta mayo de 2013, ordenadas alfabéticamente. Para cada una se indica el nombre binomial seguido del autor, abreviado según las convenciones y usos.
- Thalassodendron ciliatum (Forssk.) Hartog
- Thalassodendron pachyrhizum Hartog